# Josyf Moskałyk
Josyf Moskałyk, ukr. Йосиф Москалик, pol. Józef Moskalik (ur. 7 lutego 1850 w Drohobyczu, zm. 6 grudnia 1931 w Olchowcach) – ksiądz greckokatolicki.

## Życiorys
Urodził się 7 lutego 1850 w Drohobyczu. Wyświęcony w 1876. W latach 1876–1878 wikary parafii w Dobromilu, w latach 1878–1882 wikary parafii w Samborze, w latach 1878–1885 katecheta również w Samborze. Od 1882 pracował jako katecheta religii greckokatolickiej. Od 1885 do 1887 współpracownik parafii w Międzybrodziu. 22 sierpnia 1885 w charakterze zastępcy katechety został przeniesiony z C. K. Gimnazjum w Samborze do C. K. Gimnazjum w Sanoku (zamieniony stanowiskami z ks. Hilarionem Gmitrykiem). 14 lipca 1890 mianowany nauczycielem rzeczywistym. 5 października 1893 został zatwierdzony w zawodzie nauczyciela i otrzymał tytuł c. k. profesora. 25 sierpnia 1913 został przeniesiony w stan spoczynku. Od 1923 do śmierci był proboszczem parafii w Olchowcach. 
Był członkiem Towarzystwa Nauczycieli Szkół Wyższych we Lwowie. 20 grudnia 1890 złożył przyrzeczenie jako radny w Radzie Miejskiej w Sanoku. 3 maja 1892 powołany na radnego w miejsce opróżnionego mandatu. Był członkiem Rady Powiatowej powiatu sanockiego w latach 1896–1911. Jako delegat tejże był członkiem Rady Szkolnej Okręgowej w Sanoku. W latach 20. był przewodniczącym zarządu stowarzyszenia Ruski Narodny Dom w Sanoku. Przed 1909 otrzymał Expositorium Canonicale.
Zmarł 6 grudnia 1931 w Olchowcach. Został pochowany na cmentarzu przy ulicy Jana Matejki w Sanoku.

## Życie prywatne
Był żonaty z Joanną (zm. 13 czerwca 1886 w Sanoku na gruźlicę w wieku 28 lat). Miał dzieci: syna Juliana (ur. 1880, student prawa), córkę Irenę (zm. 29 marca 1895 wieku 17 lat).

## Odznaczenia
austro-węgierskie
- Medal Jubileuszowy Pamiątkowy dla Cywilnych Funkcjonariuszów Państwowych (przed 1912)[17]
- Krzyż Jubileuszowy dla Cywilnych Funkcjonariuszów Państwowych (przed 1912)[17]